# Campo da hockey su prato

Diagramma del campo da gioco dell'hockey su prato

Il campo da hockey su prato nello sport dell'hockey su prato è il rettangolo di gioco in cui viene praticato questo sport.

## Dimensioni
Il gioco si svolge su una campo sportivo in erba le cui misure sono le seguenti:
- lunghezza: 91,40 m
- larghezza: da 50,30 a 55 m
- porte: 3,66 m di larghezza x 2,14 m di altezza